# Партия «Ватан тараккиёти»
«Вата́н тараккиёти́» («Прогре́сс Оте́чества») — официально зарегистрированная правоцентристская политическая партия в Узбекистане, существовавшая в 1992—2000 годах. Позиционировала себя как «конструктивную оппозицию» по отношению к правящей Народно-демократической партии Узбекистана.

## История

### Создание
Партия была создана группой активистов 20 марта 1992 года, в преддверии праздника Навруз. Официально была зарегистрирована в Министерстве юстиции Республики Узбекистан. Ставила перед собой «развитие экономической и духовной независимости Узбекистана на основе свободной рыночной экономики, оказывать влияние на пошаговое развитие и совершенствование демократического гражданского общества, защищать интересы интеллигенции, предпринимателей и дехкан, защитить интересы и стимулировать к развитию частных собственников и содействовать их надёжную защиту».

### Участие в парламентских выборах 1994/1995
Партия наряду с Народно-демократической партией Узбекистана участвовала в первых в истории независимого Узбекистана парламентских выборах 1994/1995. «Ватан тараккиёти» выдвинуло на эти выборы 141 кандидатов. Одним из отличительных особенностей программы партии «Ватан тараккиёти» от программы НДПУ являлось «экономические реформы в более быстрых темпах». По итогам выборов, «Ватан тараккиёти» смогло пройти в однопалатный парламент страны — Олий Мажлис Республики Узбекистан и получило 14 мест из 250
, став третьей политической силой парламента после «кандидатов местных советов» (167 мест) и НДПУ (69 мест), становясь парламентской оппозицией. Среди «кандидатов местных советов» не числилось ни одного депутата из «Ватан тараккиёти». К середине 90-х годов партия насчитывала свыше 35 тысяч членов по всей стране, имела собственный печатный орган — газету «Ватан», собственный центр по изучению общественного мнения и информационно-аналитический центр.

### Участие в парламентских выборах 1999
На очередных парламентских выборах в декабре 1999 года, к соперникам «Ватан тараккиёти» помимо правящей НДПУ добавились партия «Фидокорлар», социал-демократическая партия «Адолат» и демократическая партия «Миллий тикланиш». По итогам выборов, «Ватан тараккиёти» снова сумело пройти в парламент и получило 20 мест из 250, став четвёртой политической силой как парламентская оппозиция после «кандидатов местных советов» (110 мест), НДПУ (49 мест) и «Фидокорлар» (34 места). Следующие места заняли независимые кандидаты (16 мест), «Адолат» (11 мест) и «Миллий тикланиш» (10 мест).

### Слияние с НДП «Фидокорлар»
В самом начале 2000 года начались переговоры между руководством партии «Ватан тараккиёти» и партии «Фидокорлар» (Самоотверженные) об объединении из-за схожих политических взглядов и идеологии двух партий. 14 апреля 2000 года в Ташкенте состоялся объединенный съезд партии «Фидокорлар» и партии «Ватан тараккиёти», где они официально объединились под единым названием национально-демократической партии «Фидокорлар». Новым лидером объединённой новой партии стал бывший лидер партии «Ватан тараккиёти» Ахтам Турсунов. Фактически «Фидокорлар» поглотил «Ватан тараккиёти» и члены последней стали членами первой, часть вышли из членства.